# یاماکیتا، کاناگاوا
یاماکیتا، کاناگاوا (به لاتین: Yamakita, Kanagawa) یک منطقهٔ مسکونی در ژاپن است که در Ashigarakami District واقع شده‌است. یاماکیتا ۲۲۴٫۷۰ کیلومترمربع مساحت و ۱۱٬۳۸۱ نفر جمعیت دارد.